# Сан-Бернардино (Швейцария)
Сан-Бернардино (нем. San Bernardino) — деревня в Швейцарии, кантон Граубюнден, регион Моэза, коммуна Мезокко.

## Общие сведения
Деревня известна своими минеральными источниками, открытыми в 1860 году, а также как горнолыжный курорт, с трассами разной длины и перепадами высот до 2600 метров.

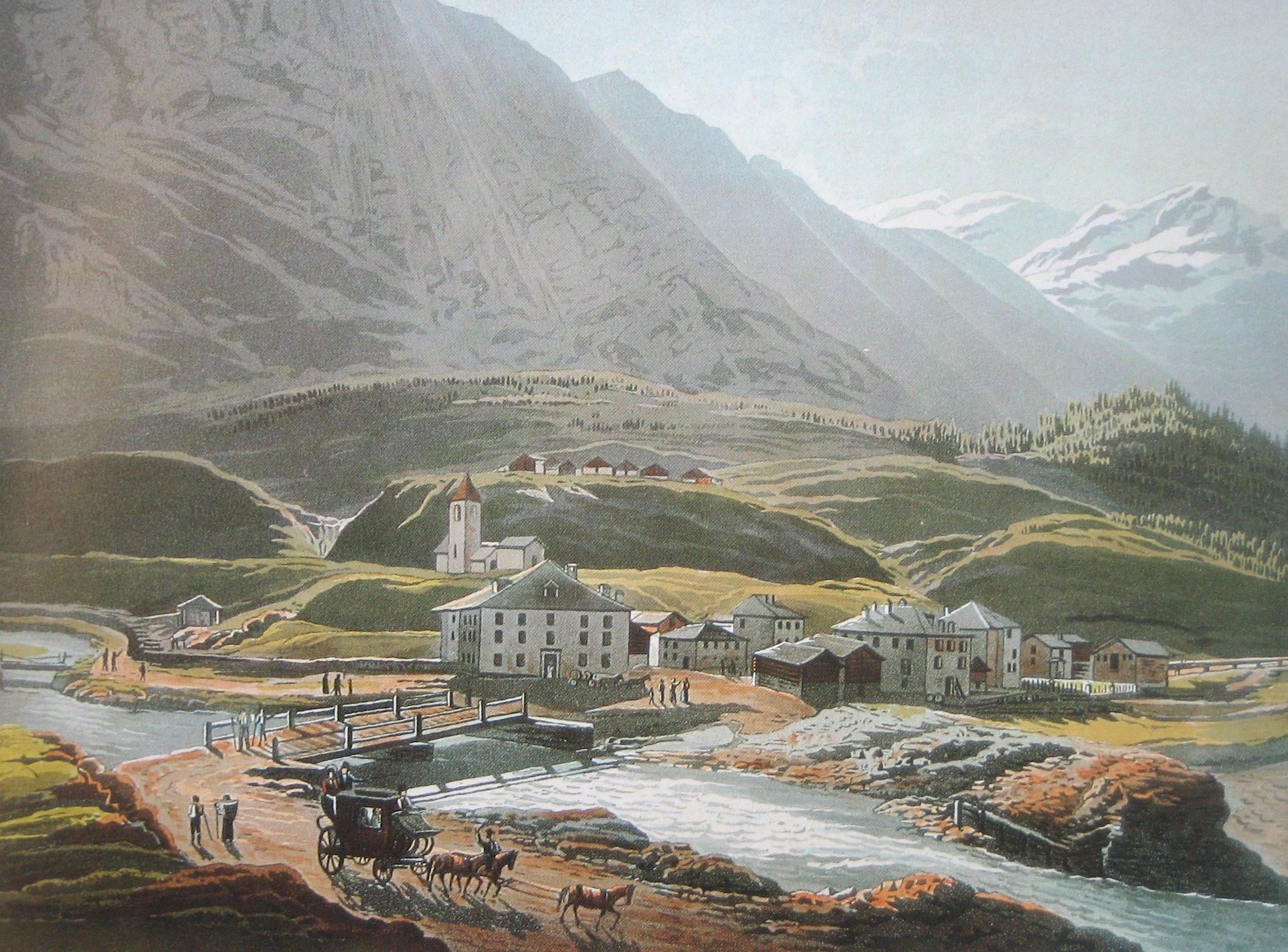
Вид Сан-Бернардино, 1825 год